# شجرة بلوط موليستاد
شجرة بلوط موليستاد هي شجرة بلوط تاريخية ضخمة تقع بالقرب من قرية موليستاد في النرويج في بلدية بيركينيس.
يبلغ محيط شجرة البلوط 9.21 مترًا، وتم قياسها في عام 2001، ويبلغ ارتفاعها حوالي 13 مترًا.
تعتبر شجرة بلوط موليستاد واحدة من أكبر الأشجار في النرويج، ويقدر عمرها بـ 1000 سنة.